# ジェームズ・W・マッコード・ジュニア
ジェームズ・W・マッコード・ジュニア（英：James Walter McCord, Jr.、 1924年7月26日 - 2017年6月15日）は、ウォーターゲート事件で有罪とされた侵入犯のうちの一人。

## 略歴
ベイラー大学卒業後、1942年FBI捜査官。1946年-1948年ジョージワシントン大学大学院で学ぶ。1951年CIAへ転じる。 1970年に警備部施設課長で退官。退官後は、警備会社マッコード・アソシエイツを立ち上げるとともに、大統領再選委員会(CREEP)の警備部長となる。

### ウォーターゲート事件
マッコードは1972年6月17日早朝、ワシントンD.C.のウォーターゲートビル内の民主党全国委員会本部への侵入を指揮し、6つの告発について有罪を認めた。彼はその後彼の証言がホワイトハウス法律顧問ジョン・ディーンおよび元司法長官ジョン・N・ミッチェルからの圧力によって偽証を強いられたされたとする、連邦裁判所判事ジョン・シリカへの抗弁書を提出した。彼の抗弁書はウォーターゲート事件においてニクソン政権の高官が多数共謀していたことを明らかにした。なお、マッコードが、"変心"したのは、「知的障害を持つ子供をかかえ、無期懲役に等しい判決には耐えられない。全面自供によって少しでも減刑して貰いたいと考えたから」と言われている。
1974年に圧力の下大統領再選委員会を辞職し、マッコードはミシガン大学の運動部の後援者になったが、不法な賭博に関係しプレーヤーに金銭を与え問題になった。彼はミシガン州立大学のポイントガード、マテーン・クリーヴスに現金800,000ドル以上を与えた。

### 死去
2017年6月15日、ペンシルベニア州ダグラスヴィルの自宅で膵癌により93歳で死去。 彼の死は2019年まで報道されなかった。